# Université Dunărea de Jos
L'université « Dunărea de Jos » est une université publique de Galați, en Roumanie, fondée en 1974.

## Histoire
L'université de Galați, comme on l'appelait au départ, est fondée en juillet 1974 par la fusion de l'Institut polytechnique et de l'Institut pédagogique. L'Institut polytechnique de Galați a pour origine l'Institut d'Amélioration des Terres fondé en 1948, et l'Institut de Génie Naval et Mécanique, fondé en 1951. En 1953, l'Institut d'élevage de poissons et de technologie de la pêche, situé à Constanța, transféré à Galați et fusionné avec les Instituts navals et agronomiques sous le nom d'Institut technique de Galați. En 1955, l'Institut de l'industrie alimentaire de Bucarest est également transféré à Galați. Deux ans plus tard, ces établissements d'enseignement supérieur deviendront l'Institut polytechnique de Galați.
L'Institut pédagogique de Galaţi est fondé en 1959 et se composait de cinq facultés : langues, mathématiques, physique-chimie, sciences naturelles et sports. Les deux établissements d'enseignement supérieur, l'Institut polytechnique et l'Institut pédagogique, ont fusionné en 1974 et ont formé l'université de Galați. En 1991, l'université est rebaptisée Université « Dunărea de Jos » (« Bas Danube »), d'après le nom historique de la zone autour de la ville de Galați.

## Composantes
L'université compte 14 facultés, une faculté transfrontalière et un département:
- École d'ingénieurs
- Faculté d'informatique
- Faculté d'automatisation, d'informatique, d'électronique et de génie électrique
- Faculté d'architecture navale
- Faculté des sciences et de l'ingénierie alimentaires
- Faculté d'ingénierie et d'agronomie de Brăila
- Faculté des Sciences et de l'Environnement
- Faculté des Lettres
- Faculté d'éducation physique et sportive
- Faculté d'économie et d'administration des affaires
- Faculté des sciences sociales, politiques et juridiques
- Faculté de médecine et de pharmacie
- Faculté d'histoire, de philosophie et de théologie
- Faculté d'arts
- Faculté transfrontalière des sciences humaines, économiques et de l'ingénierie, en collaboration avec l'Université d'État de Cahul, en République de Moldavie
- Département de la formation des enseignants